# Religion en Islande
Les premières religions en Islande sont intimement liées aux premiers peuplements de l'île : découverte de l'Islande, colonisation de l'Islande.
La population islandaise est estimée à plus de 30 000 habitants en 1000, à environ 50 000 habitants en 1700, et à 300 000 habitants en 2000.
Des moines chrétiens irlandais s'établissent au début du IXe siècle.
Des Vikings colonisent l'île durant la seconde moitié du IXe siècle. La plupart des colons sont païens, adorant les Ases (les dieux nordiques), de la mythologie nordique. 
Tout culte chrétien s’éteint au bout d’une ou deux générations. 
Durant le Xe siècle, le pays se christianise progressivement jusqu'à ce que cette religion devienne religion d'État en l'an mille. 
Aujourd'hui, la population est en grande majorité luthérienne. Il existe cependant diverses Églises chrétiennes ainsi que de petites communautés païennes, bouddhistes, baha'ie et musulmanes reconnues officiellement par l'État. La croyance en l'Huldufólk (le peuple caché) perdure chez certains islandais bien qu'elle n'ait pas le statut de religion.

## Paganisme nordique - De la Forn Siðr à l'Ásatrú
Nombreuses furent les premières sagas islandaises à s'inspirer du paganisme nordique, bien qu'elles furent écrites, pour la plupart, après la conversion officielle au christianisme. En ce sens, la saga de Hrafnkell est peut-être l'un des exemples les plus fameux : son personnage principal est dédié à Freyr, le dieu de la vie dans le panthéon nordique.
Depuis les années 1970, l'Islande assiste à une renaissance de la religion nordique ancienne grâce à des collectifs se réclamant de l'Ásatrú et souhaitant raviver la foi de leurs ancêtres, nommée depuis le Xe siècle la Forn Siðr, signifiant « ancienne coutume, ancienne pratique », à la suite de l'implantation du christianisme, nommé Nýi siðr, soit la « nouvelle pratique ». Parmi eux, l'Ásatrúarfélagið compte près de 3101 fidèles, dont 31,5 % de femmes en 2013. Un temple va être construit à Reykjavik dans l'Öskjuhlíd, près du célèbre restaurant panoramique Perlan.

## Christianisme
La présence chrétienne en Islande est attestée dès les débuts de la colonisation de l'île (870-930), à l'âge des Vikings (793-1066). À partir de 980, l’Islande fut visitée par plusieurs missionnaires. Le premier d’entre eux semble être un Islandais de retour dans son pays après un voyage à l’étranger, Thorvald Konradsson (en). Il était accompagné d’un évêque allemand appelé Fridrek, dont on sait peu de choses. Toujours est-il que la tentative de Konradsson de convertir les Islandais au christianisme ne rencontre pas un franc succès. Il fut ridiculisé et finalement chassé du pays en 986, pour son implication dans un différend où deux hommes furent tués. Vinrent ensuite Stefnir Thorgilsson (en), et Þangbrandr (en) vers 997. Minoritaire dans un premier temps, le christianisme se hisse au statut de religion d'État en 1000 lors de la conversion officielle par l'Althing. La Réforme venue, l'Islande se déchire entre catholiques et protestants ; ces derniers l'emportèrent définitivement dans le courant du XVIIe siècle. 
Le pays est aujourd'hui à majorité luthérien (91 % de la population) et compte de nombreuses autres petites communautés chrétiennes : catholiques, pentecôtistes, adventistes, etc. rassemblant près de 11 500 fidèles, c'est-à-dire 4 % de la population.

## Bouddhisme
L'Islande compte environ un millier de bouddhistes (1 240 en 2014). La tradition zen est représentée ainsi que le Jōdo shinshū et la Nouvelle Tradition Kadampa. Début février 2007, l'association bouddhiste d'Islande, qui regroupe près de 445 fidèles, a adressé une demande au ministre de la Justice et des affaires ecclésiastiques Björn Bjarnason pour un lot de terre près de Reykjavik afin de construire un temple.

## Bahaïsme
La communauté baha'ie représente moins d'un pour cent de la population, elle comptait 387 fidèles en 2006.

## Islam
L'Islande est sans doute, à l'exception des micro-États, le pays où vit la plus petite communauté musulmane. Plusieurs estimations ont été faites, allant de 300 à 800 personnes. En 2006, l'association musulmane d'Islande regroupait 178 fidèles.

## Judaïsme
Il n'existe en Islande aucune synagogue ou lieu de culte strictement juif. La communauté juive compte très peu de fidèles, elle n'est pas reconnue officiellement et ses membres n'en ont jamais fait la demande.

## Zuisme
En Islande, tout citoyen doit payer annuellement une taxe religieuse, la sóknargjald, qu'il soit croyant ou non. Certaines personnes désapprouvant ce système, le zuisme est fondé dans un but de résistance fiscale : la part de la taxe religieuse reversée au mouvement par le gouvernement est alors redistribuée à chacun des adeptes qui trouvent ainsi un moyen de s'affranchir de cet impôt.
Le zuisme n'indique aucun précepte, dogme ou liturgie à ses adeptes autre qu'un contact direct avec Zu, une divinité sumérienne représentée sous la forme d'un aigle léontocéphale (à tête de lion). Le mouvement religieux prône la liberté de croyance d'une manière générale.
Le zuisme est reconnu en tant que religion en 2013. Fin 2015, entre 3000 et 3500 adeptes sont déclarés, portant cette religion au 5e rang des cultes les plus répandus dans l'île.

## Communautés religieuses de plus de 200 fidèles en 2013[4]
| Communauté                                            | Nombre de pratiquants | Pourcentage de la population |
| ----------------------------------------------------- | --------------------- | ---------------------------- |
| Église d'Islande                                      | 245 184               | 76,2 %                       |
| Église catholique romaine                             | 10 949                | 3,4 %                        |
| Église libre de Reykjavík                             | 9 257                 | 2,9 %                        |
| Église libre d'Hafnarfjörður                          | 6 039                 | 1,9 %                        |
| Église indépendante de Reykjavík                      | 3 222                 | 1,0 %                        |
| Ásatrúarfélagið - L'Association Ásatrú d'Islande      | 3100                  | 0,7 %                        |
| Église pentecôtiste                                   | 2 064                 | 0,6 %                        |
| Association bouddhiste d'Islande                      | 962                   | 0,3 %                        |
| Église Adventiste du Septième Jour                    | 764                   | 0,2 %                        |
| Témoins de Jéhovah                                    | 693                   | 0,2 %                        |
| La Voie, Église Libre                                 | 655                   | 0,2 %                        |
| Paroisse de Saint-Nicolas de l'Église orthodoxe russe | 530                   | 0,2 %                        |
| La Croix                                              | 496                   | 0,2 %                        |
| Association musulmane d'Islande                       | 465                   | 0,1 %                        |
| Foi baha'ie                                           | 402                   | 0,1 %                        |
| Centre culturel musulman d'Islande                    | 305                   | 0,1 %                        |
| Église islandaise du Christ                           | 286                   | 0,1 %                        |
| Église orthodoxe serbe                                | 264                   | 0,1 %                        |

| Autres groupes              | 19 025 | 5,9 % |
| Non affiliés à une religion | 16 608 | 5,2 % |